# Maxim Dekker
Maxim Dekker (Rijsenhout, 21 aprile 2004) è un calciatore olandese, difensore dell'AZ Alkmaar.

## Carriera

### Club
Dal 2014 al 2017 ha giocato nel settore giovanile dell'AFC; successivamente nel 2017 è passato all'AZ Alkmaar, club della prima divisione olandese, con cui ha trascorso ulteriori quattro stagioni giocando a livello giovanile; nel 2021 è stato poi aggregato alla squadra riserve, con cui dopo una singola presenza nella seconda divisione olandese nelle fasi finali della stagione 2020-2021 ha trascorso l'intera stagione 2021-2022, nella quale ha giocato ulteriori 24 partite in questa categoria; successivamente nella parte conclusiva della stagione 2021-2022 ha anche esordito in prima squadra: più precisamente, il 29 maggio 2022, in occasione dell'incontro di Eredivisie vinto per 6-1 contro il Vitesse, è sceso in campo nelle fasi finali del match.
Nel corso della stagione 2022-2023, dopo un ulteriore fugace periodo nella squadra riserve (nella quale segna anche le sue prime due reti in carriera in competizioni professionistiche), torna in pianta stabile in prima squadra, facendo tra l'altro anche il suo esordio nelle competizioni UEFA per club (gioca infatti sei partite in Conference League).

### Nazionale
Ha giocato nelle nazionali giovanili olandesi Under-15, Under-16, Under-18, Under-19 ed Under-21.

## Statistiche

### Presenze e reti nei club
Statistiche aggiornate al 26 novembre 2022.
| Stagione        | Squadra         | Campionato      | Campionato | Campionato | Coppe nazionali | Coppe nazionali | Coppe nazionali | Coppe continentali | Coppe continentali | Coppe continentali | Altre coppe | Altre coppe | Altre coppe | Totale | Totale |
| Stagione        | Squadra         | Comp            | Pres       | Reti       | Comp            | Pres            | Reti            | Comp               | Pres               | Reti               | Comp        | Pres        | Reti        | Pres   | Reti   |
| --------------- | --------------- | --------------- | ---------- | ---------- | --------------- | --------------- | --------------- | ------------------ | ------------------ | ------------------ | ----------- | ----------- | ----------- | ------ | ------ |
| 2020-2021       | Jong AZ Alkmaar | 1D              | 1          | 0          |                 | -               | -               |                    | -                  | -                  |             | -           | -           | 1      | 0      |
| 2021-2022       | Jong AZ Alkmaar | 1D              | 24         | 0          |                 | -               | -               |                    | -                  | -                  |             | -           | -           | 24     | 0      |
| 2022-2023       | Jong AZ Alkmaar | 1D              | 4          | 2          |                 | -               | -               |                    | -                  | -                  |             | -           | -           | 4      | 2      |
| 2021-2022       | AZ Alkmaar      | ED              | 0+1        | 0          | CO              | -               | -               | UEL+UECL           | -                  | -                  |             | -           | -           | 1      | 0      |
| 2022-2023       | AZ Alkmaar      | ED              | 10         | 0          | CO              | 0               | 0               | UECL               | 6                  | 0                  |             | -           | -           | 16     | 0      |
| Totale carriera | Totale carriera | Totale carriera | 40         | 2          |                 | 0               | 0               |                    | 6                  | 0                  |             | -           | -           | 46     | 2      |

## Palmarès

### Club

#### Competizioni giovanili
- UEFA Youth League: 1

AZ Alkmaar: 2022-2023